# Tibati
Tibati ist eine überwiegend von Fulbe und Haussa bewohnte Stadt in Kamerun in der Region Adamaoua. Sie ist die Hauptstadt des Departements Djérem. Die Bevölkerungszahl lag 2005 bei 22.869 Einwohnern.  Zusammen mit ihrem Umland bildet sie die gleichnamige Commune (Arrondissement).

## Geographie
Tibati liegt auf dem Hochland von Adamaua auf einer Höhe von 870 Metern. Im Osten wird die Stadt durch den Mbakaou-See begrenzt, einer 348 km² großen Aufstauung des Djérem. Ursprünglich wurde der Ort am Meng gegründet, der nun dort mündet.

## Geschichte
Tibati war ein traditionelles Zentrum der Vute, das in der zweiten Hälfte des 19. Jahrhunderts unter die Herrschaft der Fulbe geriet. Die Fulbe etablierten dort ein Subamirat des Amirats Fombina, das sich zu einem bedeutenden politischen und militärischen Zentrum entwickelte. Die Stadtanlage war Ende des 19. Jahrhunderts von einem 6,75 Kilometer langen Ringsystem aus Wall und Graben umgeben, das von vier grasgedeckten, fünf Meter hohen Stadttoren unterbrochen wurde. Der vierhöfige Palast des "Ardo Tibaati" bildete eine Festung für sich. Zu dieser Zeit war die Stadt auch Schauplatz des Sklavenhandels.
Im Wute-Adamaua-Feldzug, den die deutsche Schutztruppe 1898/99 unter der Führung des Kommandeurs Oltwig von Kamptz durchführte, wurde die Stadt besetzt und in den Bereich der deutschen Kolonialverwaltung integriert. Der bisherige Ardo Haman Laamu, der der deutschen Besetzung lange militärischen Widerstand entgegengesetzt hatte, wurde abgesetzt und durch einen willigen Gefolgsmann der Kolonialadministration ersetzt. In den folgenden Jahren büßte die Stadt durch die Schwächung ihrer Machthaber und die Verschiebung des Einflusses zugunsten der neuen deutschen Verwaltungszentren in Banyo und Yoko ihre bisherige exponierte Stellung vollkommen ein.
Nach dem Ersten Weltkrieg kam Tibati unter französische Mandatsherrschaft.

## Bevölkerung
Die Bevölkerungsgruppen der Region sind äußerst heterogen, es dominieren die Völker der Haussa und der Fulbe (Peul), es kommen aber auch nennenswerte Anteile aus den Völkern der M'Boum, Gbaya, Baboutés, Tikar, M'Bororos (eigentlich eine Unterart der Fulbe), und einige andere allochthone Gruppierungen vor (z. B. Flüchtlinge aus vergangenen Bürgerkriegen in umliegenden Staaten wie der Zentralafrikanischen Republik oder dem Tschad).
Die Bevölkerungsentwicklung der Stadt:
| Jahr          | Einwohner |
| ------------- | --------- |
| 1976 (Zensus) | 9.504     |
| 1987 (Zensus) | 15.522    |
| 2005 (Zensus) | 22.869    |

## Infrastruktur

### Verkehr
Tibati ist über Pisten mit Banyo, Ngaoundéré, Doualayel (Galim/Tignère) und Yoko verbunden. Die Asphaltstraße nach Ngaoundal ist mittlerweile stark zerfallen, so dass man ebenfalls von einer Piste sprechen kann. 
Tibati liegt auf der kürzesten Verkehrsstrecke zwischen der Hauptstadt Yaoundé im Süden von Kamerun und dem "extremen Norden" des Landes ab Ngaoundéré. Es herrscht reger Durchgangsverkehr, obwohl die längere Strecke im Osten des Landes vor allem während der Regenzeit wesentlich besser und schneller befahrbar ist.

### Medizinische Versorgung
Abgesehen vom relativ schlecht ausgerüsteten öffentlichen Krankenhaus in Tibati selbst (beim Ortseingang von Malarbar kommend links, beinahe am Ufer des Mbakaou-Sees), gibt es das oben erwähnte Missionskrankenhaus in Ngaoubela ca. 15 km im Norden (N15 / N6 in Richtung Ngaoundal). Dieses Krankenhaus mit 150 Betten hat den offiziellen Status "Hôpital de district", wird von einer österreichischen Ärztin geleitet und von diversen Spendenorganisationen in Vorarlberg und in den USA gestützt. Ein Austausch von Freiwilligen aus diesen und anderen Ländern wird über diese Organisationen abgewickelt und zum Teil unterstützt.

## Wirtschaft
Das wirtschaftlich wichtigste Produkt der Region ist der hochwertige Fisch (v. a. Barsche, Tilapia-Arten und Welse, seltener auch Nilhechte) aus dem großen Mbakaou-See, der in ganz Kamerun verkauft wird. Der Großteil der Menschen lebt allerdings in Subsistenzwirtschaft.

## Religion
Die Mehrheit der Fulbe-Bevölkerung ist islamisch. Die Stadt ist aber auch Sitz einer katholischen Missionsstation. 15 Kilometer entfernt ist auch die protestantische Kirche (EELC) mit einem großen Missionskrankenhaus in Ngaoubela sowie einer Bibelschule in Meng vertreten. Insgesamt wird das Verhältnis zwischen christlich- und islamischgläubigen Menschen von Einheimischen auf 1:1 geschätzt. Hierbei fällt auf, dass kein Fundamentalismus vorkommt, sehr viele Familien sind sogar gemischt-religiös und Geschwister entscheiden sich irgendwann unabhängig voneinander für eine der Elternreligionen.